# Bella Fiesta del Valle

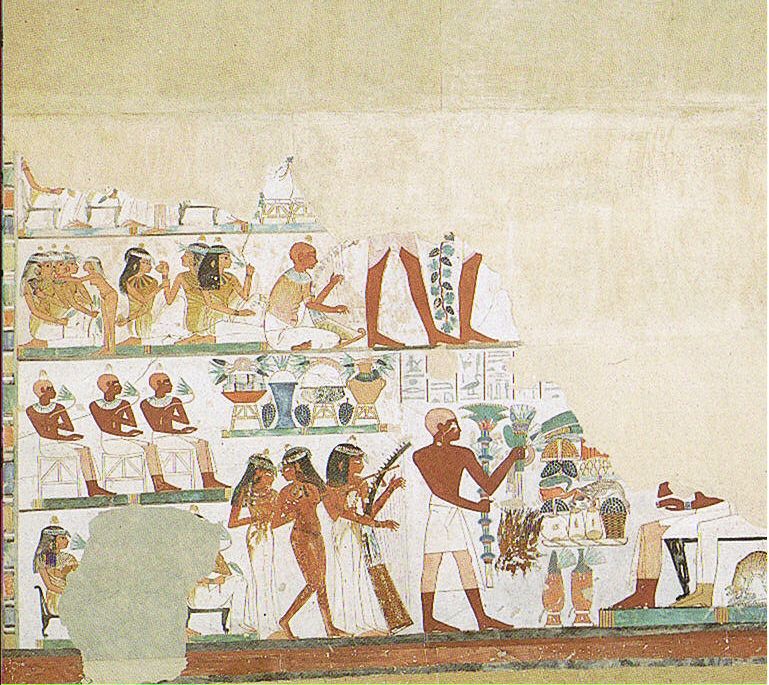
La Bella Fiesta del Valle. Tumba de Najt

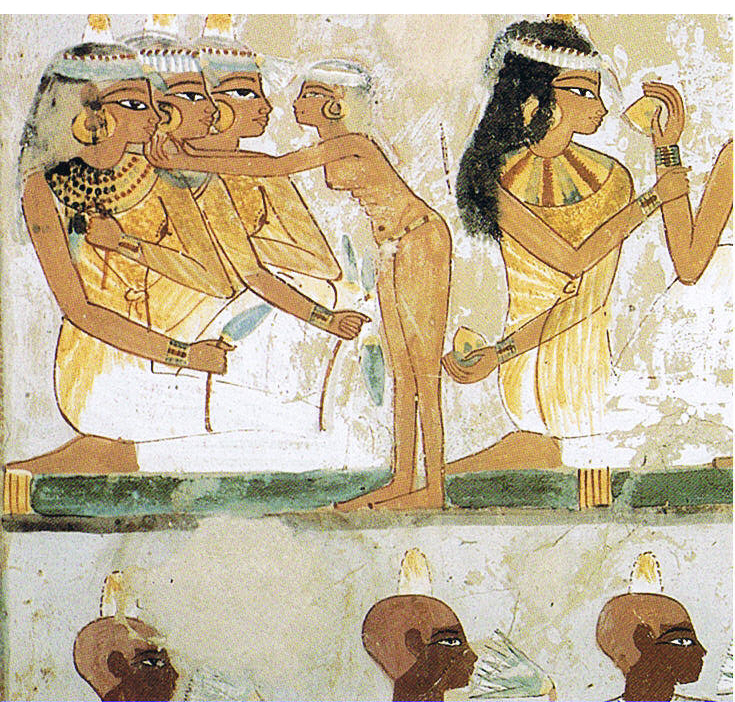
Mujeres egipcias durante el Festival. Tumba de Najt

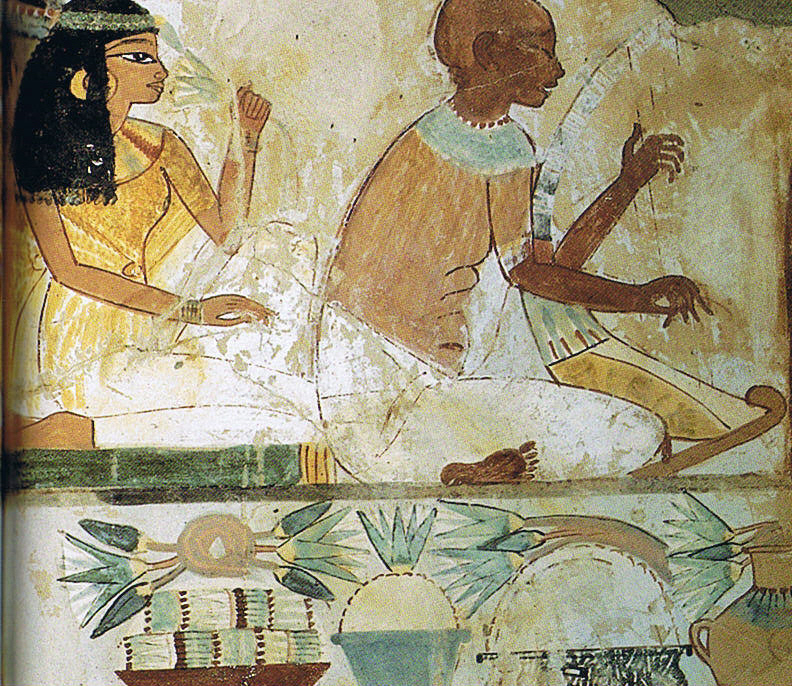
Mujer aspirando un loto azul y arpista en banquete funerario. Tumba de Najt

La Bella Fiesta del Valle o Fiesta del Valle fue una de las más populares e importantes fiestas en el Antiguo Egipto. Se celebraba anualmente en Tebas desde que la implantó Mentuhotep II de la Dinastía XI del Imperio Medio hasta la época romana. 
Era una fiesta estatal, pues participaba el faraón y su familia y una fiesta funeraria, dedicada a los muertos. Empezaba durante la luna nueva del segundo mes de la recolección, Paini. El propio rey era el encargado del ritual como intermediario entre los vivos y los muertos.
La fiesta cambió a lo largo de los años. Al principio, la procesión se celebraba solamente entre el templo de Karnak y Deir el-Bahari pero luego la ruta se fue haciendo más extensa, visitando otras necrópolis y templos funerarios como el Rameseum.
Las barcas sagradas de Amón-Ra, su esposa Mut y su hijo Jonsu dejaban el templo de Karnak para visitar los templos funerarios de los reyes muertos en la orilla oeste del Nilo y sus santuarios en la Necrópolis tebana.
La estatua de Amón-Ra, era portada en hombros en procesión ceremonial desde el santuario de Karnak hasta la orilla del Nilo donde se embarcaba para cruzar a la orilla occidental y desde allí era llevada a hombros, parando en diferentes capillas reposadero de la barca donde se descansaba y se realizaban distintos rituales, antes de llegar al valle sagrado de Deir el-Bahari y el templo de Hathor del Templo funerario de Hatshepsut. De esta forma, el templo de Karnak y el templo funerario de Hatshepsut se conectaban física y simbólicamente como un eje que unía el mundo de los vivos con el mundo de los muertos. Amón-Ra, de esta forma, visitaba el mundo de ultratumba y los allí presentes podrían beneficiarse de su fuerza regeneradora.
Al rey y su familia les acompañaban egipcios que tenían enterrados en la otra orilla (orilla de los muertos) a sus ancestros para honrarlos y presentarles ofrendas. Allí tenían lugar celebraciones y banquetes funerarios y se depositaban óstracas con oraciones y peticiones al dios para que atendiera sus súplicas.
Al anochecer, la reina y los sacerdotes colocaban ritualmente cuatro antorchas en las cuatro esquinas del reposadero de la barca donde se había colocado la barca con la estatua de la divinidad. De esta forma, se iluminaban los cuatro puntos cardinales y se vencía a las tinieblas y con ellas a las fuerzas negativas que amenazaban la estabilidad de la divinidad. Después realizaban una ofrenda de cuatro grandes vasos de leche que garantizaban la paz y el alimento del dios y sobre estos vasos se colocaban las antorchas. Con esta liturgia se interpretaba que la divinidad estaba presente, no sólo en este templo, sino también en las necrópolis, protegiendo a los difuntos y sus familiares. Al amanecer, se apagaban las antorchas y se daba por concluido este ritual. La fiesta se acababa cuando se regresaba en procesión al lugar de origen en la orilla oriental del Nilo, la orilla de los vivos. Amón había conseguido revitalizar sus fuerzas, vencer nuevamente a la muerte y reforzar la conexión entre vivos y muertos.
Existen muchas escenas propias de la Bella Fiesta del Valle, sobre todo en la Tumba de Najt. Como acontecimiento alegre y popular, en ellas aparecen multitud de figuras como funcionarios, músicos, cantantes o bailarinas. Durante los banquetes funerarios se representan personajes que aspiran la fragancia del loto azul egipcio. Estas plantas, de las que se extraen sustancias con propiedades psicoactivas pueden haber sido utilizadas en rituales propios de estas fiestas para potenciar la comunicación entre los vivos y los muertos.
El espíritu de esta fiesta tiene un parecido evidente en el mundo cristiano con la del Día de Todos los Santos.